# Delito de abandono de menores e incapaces (España)
El delito de abandono de menores e incapaces, en el Derecho español, aparece regulado en el Capítulo III del Título XII, titulado “De los delitos contra los derechos y deberes familiares”; concretamente en su Sección tercera (“Del abandono de familia, menores o incapaces”) y en los artículos 229, 230 y 231 del Código Penal español.
En los delitos tipificados en el Capítulo III (Sección primera y tercera) del Título XII, la doctrina mayoritaria afirma que el bien jurídico protegido común de estos delitos se basa en el derecho a la seguridad material que se deriva de esas relaciones familiares o relaciones afines a éstas (tutela, guarda legal). “Seguridad” entendida como la expectativa jurídicamente fundada que tiene toda persona de ser ayudada en caso de necesidad por sus familiares obligados, tutor o guardador legal. “Seguridad” que no deberá ser puesta en situación peligrosa por los mismos. En el supuesto de la Sección segunda (sustracción de menores) de dicho Capítulo III la idea de la “seguridad material” no juega un papel tan importante.
Como se muestra anteriormente, el delito de abandono de menores viene tipificado en los artículos 229 (abandono propio), 230 (abandono temporal) y 231 (abandono impropio) del Código Penal español. Parte de la doctrina entiende que el bien jurídico protegido es distinto en los diferentes apartados de dicho delito (seguridad en sentido amplio, para la vida, integridad física, salud, libertad sexual de menores e incapaces, inobservancia de determinados deberes de vigilancia o de asistencia, etc.). En cambio autores como Carbonell Mateu y González Cussac rechazan la seguridad como bien jurídico protegido, tanto en sentido amplio, como en el sentido de peligro para la vida o la salud, puesto que definitivamente provoca una situación de desamparo (STS 4 de octubre de 2001).
Hay que añadir a esto, las faltas relativas al cuidado de menores e incapaces de los artículos 618 y 619 del Código Penal.
Por abandono de un menor o incapaz debe entenderse el hecho de romper los lazos que unen al sujeto activo con estos, en definitiva, en dejar a estos a su suerte, desprovistos de la protección que la persona encargada de su guarda en ese momento (padres, tutores o guardadores legales) vienen obligados a brindarles, de donde cabe inferir la generación de una situación de riesgo potencial para aquellos. 
En cuanto a las definiciones de los sujetos pasivos, el Código Penal define la figura del incapaz en su artículo 25 entendiendo como tal toda persona, haya sido o no declarada su incapacitación, que padezca una enfermedad de carácter persistente que le impida gobernar su persona o bienes por sí misma. En cuanto a la definición de menor de edad, entendemos como tal toda aquella persona, que no ha alcanzado la mayoría de edad legalmente establecida en su país. En el caso español esta minoría finaliza al cumplir los 18 años de edad.

## Abandono propio
En este delito tenemos que diferenciar si el abandono del menor o incapaz ha puesto en peligro su vida o no. A su vez, común a ambos tipos, es el tipo privilegiado del artículo 230 del Código Penal en el caso de que el abandono sea de ámbito temporal.

### Abandono sin peligro

#### Tipo básico
La ley penal española establece en su artículo 229.1 que: El abandono de un menor de edad o un incapaz por parte de la persona encargada de su guarda, será castigado con la pena de prisión de uno a dos años.
La conducta que constituye por tanto el tipo básico se basa en el abandono del menor o incapaz, o sea, en privar al menor del cuidado necesario para su protección (Bajo). Esta cesación o abandono de la custodia por parte de la persona encargada pone al menor o incapaz en una situación de peligro.
Sujeto pasivo es el menor de edad o incapaz. Es fundamental destacar la situación de desamparo en que, debido a esa conducta, se coloca al menor o incapaz. Se deben tener en cuenta las condiciones de seguridad en que queda el menor o incapaz, ya sea su edad o grado de madurez para valerse por sí mismo. Sujeto activo será la persona encargada de la custodia del menor o del incapaz.
En cuanto al tipo subjetivo la doctrina distingue entre la necesidad o no del conocimiento de la situación de inseguridad. El profesor Carbonell Mateu entiende que lo que se castiga es la ruptura de los vínculos que unen al menor o incapaz respecto de su entorno habitual, por lo que no comparte la tesis de Muñoz Conde, quien exige en el tipo subjetivo que el sujeto activo conozca la situación de inseguridad en la cual queda ese menor o incapaz. Si el sujeto activo confió en que esa situación no se produciría, entiende Muñoz Conde que no existe dolo, por lo que el sujeto activo queda eximido de responsabilidad penal.
La consumación del delito se produce en el momento en que se efectúa la situación de falta de seguridad del menor o, según palabras del profesor González Cussac, en el momento en que se altere la situación personal del menor o incapaz, de ahí que entienda que son difícilmente concebibles las formas imperfectas de ejecución, así como la participación.

#### Tipo cualificado
El apartado 2 del artículo 229 del Código Penal establece un tipo cualificado del delito de abandono de menores e incapaces, atendiendo a las características del sujeto activo. Es decir, se impondrá una pena superior (prisión de dieciocho meses a tres años) si el abandono fuere realizado por los padres, tutores, o guardadores legales. El legislador ha sustituido la expresión guardador de hecho por guardador legal, facilitando de esta manera la utilización de uno u otro apartado en función del tipo de guardador que realice la acción típica. Es decir, en el caso de que la guarda venga legalmente establecida se aplicara el apartado 2 del artículo 229 del Código Penal, mientras que en el resto de supuestos el apartado 1 del artículo 229 del Código Penal.

### Abandono con peligro
El apartado 3 del artículo 229 del Código Penal establece que cuando por las circunstancias del abandono se haya puesto en concreto peligro la vida, salud, integridad física o libertad sexual del menor de edad o del incapaz se impondrá una pena de prisión de dos a cuatro años sin perjuicio de castigar el hecho como corresponda si constituyera otro delito más grave.
Se trata de un tipo cualificado del abandono normal, que se produce cuando existe un peligro concreto para la vida, salud, integridad física o libertad sexual del menor o incapaz. Entiende la doctrina que nos encontramos ante un delito de peligro concreto, por lo que este deberá ser abarcado por el dolo del autor. Entiende el profesor Carbonell Mateu que cualquier otra configuración sería contraria al principio de culpabilidad. Entiende, en cambio, que solo sería necesaria la concurrencia del dolo eventual (STS 11 de mayo de 2001).
Si debido a este peligro se produce la muerte del menor o incapaz o se producen lesiones o sufren un delito sexual, se deberán establecer los correspondientes concursos de delitos. Se exceptúan aquellos supuestos en que se haya empleado el abandono como medio para cometer estos delitos. En esos casos queda el abandono consumido por el delito que se haya realizado contra el menor o incapaz, al ser este un medio para la comisión delictiva.

### Tipo privilegiado
El artículo 230 del Código Penal establece que serán castigadas con la pena inferior en grado respecto del artículo anterior, aquellas conductas de abandono del menor o incapaz de carácter temporal. Es decir, cuando el abandono del menor sea únicamente temporal.
No debemos confundir la temporalidad con la instantaneidad, ya que es necesario que exista un mínimo peligro para el bien jurídico, ya sea el protegido en el artículo 229.1 y 229.2 del Código Penal, como el protegido en el artículo 229.3 del Código Penal.
Es decir, debemos entender que todos aquellos abandonos, cuya duración sea por un tiempo tan mínimo que no se ponga en peligro en ningún momento los bienes jurídicos del artículo 229 del Código Penal, serán considerados atípicos. Es de lógica, ya que, en virtud del principio de intervención mínima del Derecho Penal, si consideráramos cualquier ámbito temporal como suficiente para establecer un delito de abandono, cualquier conducta de bagatela, véase el despiste de unos padres que pierden de vista a su hijo durante media hora en un parque, estaría castigado hasta con penas de 18 meses de prisión.

## Abandono impropio
El delito de abandono impropio consiste en la infracción del deber de custodia o de vigilancia de un menor o de un incapaz. Podemos identificar pues a ese menor o incapaz abandonado como sujeto pasivo del delito.
Así reza el artículo 231 del Código Penal, apartado 1: “El que, teniendo a su cargo la crianza o educación de un menor de edad o de un incapaz, lo entregare a un tercero o a un establecimiento público sin la anuencia de quien se lo hubiera confiado, o de la autoridad en su defecto, será castigado con pena de multa de seis a doce meses”
Una vez visto el artículo, podemos identificar la acción delictiva como la entrega de ese menor o incapaz a un establecimiento público o a un tercero. Dentro de la misma encontraremos dos caracteres llamativos: el lugar de abandono (“un establecimiento público”) y la falta de “anuencia” del tercero o de la autoridad en su defecto. Aquí nos encontramos ante las notas definitorias de este delito: en este delito no nos hallamos ante un auténtico abandono, puesto que se deja al menor en un centro público perfectamente identificable o a cargo de una tercera persona. Y, al no haber un auténtico abandono, no se pone en peligro, a priori, los derechos subjetivos del menor, ya sean básicos (enseñanza, guarda…) o personalísimos (alimentación, vida…). Así pues, podemos afirmar que en este delito se sanciona el mero abandono con ausencia de autorización de la tercera persona implicada, o de la autoridad en su defecto; al margen del riesgo que pueda correr el menor. Es, por tanto, un delito de incumplimiento formal.
En cuanto al tipo subjetivo, este delito requiere la presencia del dolo, es decir, de la voluntad de abandonar, ya sea eventual o directa. Eso sí, debemos de aclarar que, aunque exista dolo, si concurre el consentimiento del tercero la conducta incurrirá en un error de tipo, convirtiéndose por tanto en una conducta atípica y no punible.
En cuanto a la pena, observando su benignidad podemos afirmar que busca respetar la tutela del principio de autoridad de quien ostenta la patria potestad o el tutelaje del menor.
Encontramos también un tipo agravado en el apartado 2 del citado artículo del Código Penal: “Si con la entrega se hubiere puesto en concreto peligro la vida, salud, integridad física o libertad sexual del menor de edad o del incapaz se impondrá una pena de prisión de seis meses o dos años.” Debemos de aclarar que resulta poco probable que se den estos ataques en el abandono impropio, debido a los caracteres del mismo anteriormente citados. En el caso de que se dé, lo fundamentaremos en la figura del dolo eventual.

## Faltas relativas al cuidado de menores e incapaces
Y para terminar, refiriéndonos a las faltas concernientes a este delito, los artículos 618 y 619 del mismo Código dicen:
Art. 618: “1. Serán castigados con pena de localización permanente de seis a doce días, o multa de doce a 24 días, los que encontrando a un menor de edad o a un incapaz abandonado, no lo presenten a la autoridad o a su familia; o no le presten, en su caso, el auxilio que las circunstancias requieran.2. El que incumpliere obligaciones familiares establecidas en convenio judicialmente aprobado o resolución judicial en los supuestos de separación legal, divorcio, declaración de nulidad del matrimonio, proceso de filiación o proceso de alimentos a favor de los hijos, que no constituya ya delito, será castigado con multa de diez días a dos meses, o trabajos en beneficio de la comunidad de uno a treinta días.”
Art. 619: “Se castigara con multa de diez a veinte días a los que dejaren de prestar asistencia o, en su caso, el auxilio que las circunstancias requieran a una persona de edad avanzada o discapacitada que se encuentre desvalida y dependa de sus cuidados.”
- Datos: Q5801876